# Johannes Werner (Pfarrer, 1864)
Johannes Werner (* 27. März 1864 in Werl; † 4. Oktober 1914 in Letmathe) war ein katholischer Geistlicher.

## Leben
Werner wurde als Sohn eines Landwirts geboren. In Warburg legte er 1883 sein Abitur ab und studierte dann katholische Theologie in Münster, München und Paderborn. 1887 erfolgte seine Priesterweihe. Nach einer Tätigkeit als Kooperator in Reiste wurde er 1889 Kaplan in Dortmund.
1890 ging er als Vikar nach Magdeburg-Buckau, wurde 1894 Pfarrverweser und noch im gleichen Jahr Pfarrer. Anknüpfend an die Tätigkeit seines Amtsvorgängers, Theodor Franz Deilmann, baute er katholische Strukturen in der evangelisch geprägten Region auf. Auf seine Initiative ging der Bau der Kirche St. Norbert und des Schwesternhauses Sankt Elisabeth in Magdeburg-Buckau sowie von St. Johannes Baptist in Salbke zurück. Durch sein Wirken wurde die seelsorgerische Außenstelle Magdeburg-Buckau am 10. Juni 1894 zur Pfarrei.
Von 1911 bis zu seinem Tode war er Pfarrer in Letmathe bei Iserlohn. Er verstarb 1914 an Schwindsucht.